# Молчан Іван Володимирович
Іван Володимирович Молчан — старший солдат Збройних Сил України, учасник російсько-української війни, який загинув під час російського вторгнення в Україну.

## Життєпис
Закінчив Ревнівську ЗОШ I—III ступенів, займався легкою атлетикою, за що отримував нагороди.
Вступив на навчання до одеської Військової академії, після місяця навчання покинув навчання. Полюбляв вивчати військову справу.
Півтора роки займався на професійному рівні фото- та відео зйомками, знімав міні-ролики під музику та стендап шоу. Володів Davinci Resolve та Adobe Photoshop, вивчав музичне мистецтво, співав у гурті, грав на гітарі. Любив подорожувати та ходити у походи, де знімав матеріали для свого портфоліо. Наприклад, прямував потягом в подорож до Львову, після чого поїхав до Карпат, де провів 6 днів.
Старший солдат, навідник оператор 2-го відділення 2-го взводу оперативного призначення 3-ї роти оперативного призначення 1-го батальйону оперативного призначення ОЗСП «Азов».
Загинув 4 березня 2022 року в боях з російськими окупантами в ході оборони Маріуполя.

## Нагороди
- орден «За мужність» III ступеня (2022, посмертно) — за особисту мужність і самовіддані дії, виявлені у захисті державного суверенітету та територіальної цілісності України, вірність військовій присязі, зразкове виконання службового обов'язку.